# Pidlissea, Krasîliv
Pidlissea (în ucraineană Підлісся) este un sat în comuna Velîki Zozulînți din raionul Krasîliv, regiunea Hmelnîțkîi, Ucraina.

## Demografie
Componența lingvistică a localității Pidlissea
     Ucraineană (100%)
Conform recensământului din 2001, toată populația localității Pidlissea era vorbitoare de ucraineană (100%).